# ニューヨーク郡裁判所

2006年撮影のニューヨーク郡裁判所

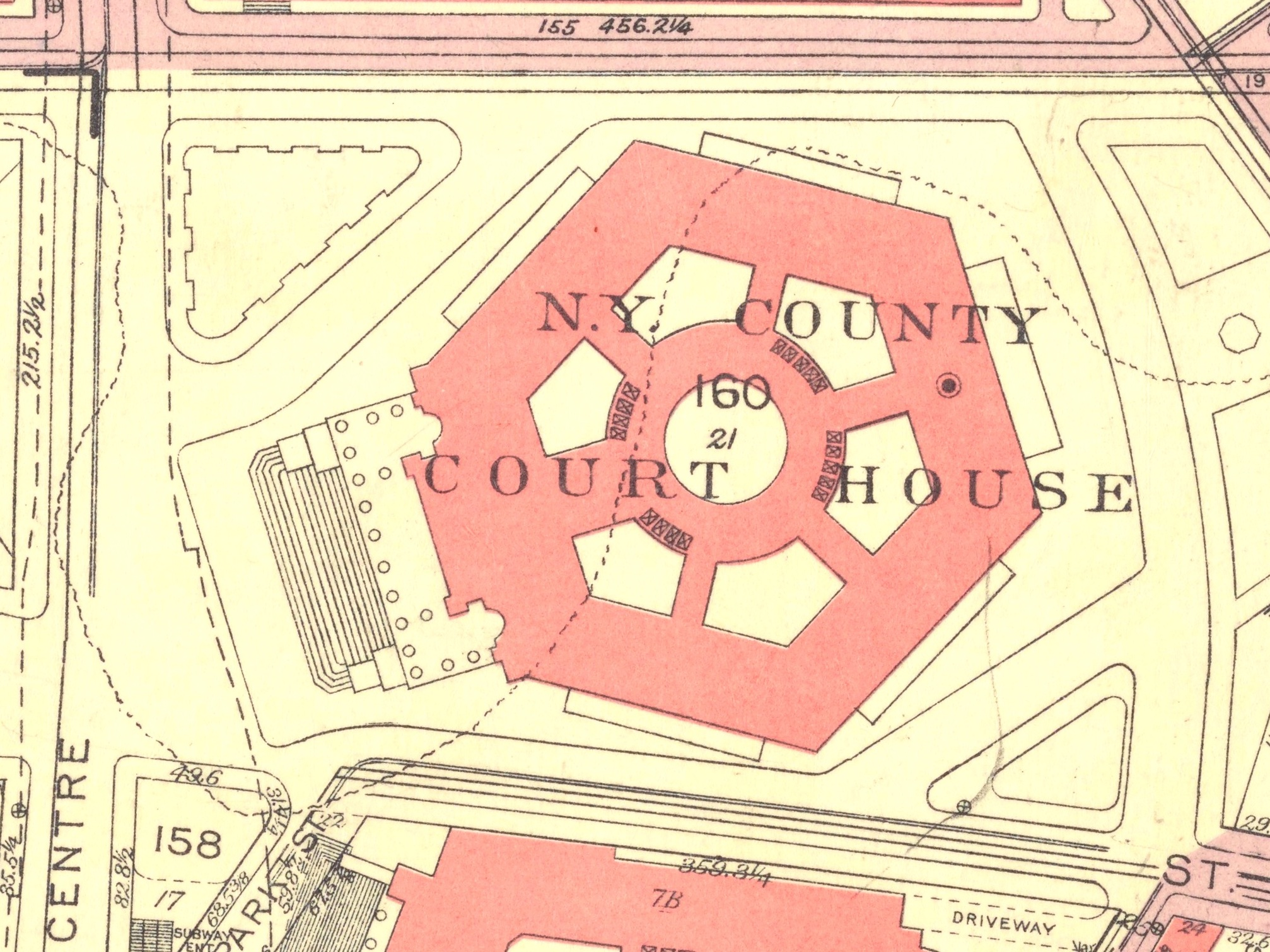
1955-1956

ニューヨーク郡裁判所 (New York County Courthouse) は、ニューヨーク市ロウワー・マンハッタンのフォーリー・スクエアに面するニューヨーク州高位裁判所 (en) のニューヨーク州第一裁判所管轄地区（マンハッタンエリア）の民事訴訟と控訴部門の建物である。また、郡裁判事務官 (en) のオフィスでもある。

## 建築
花崗岩の表面を持つ六角形の古典ローマ様式の建物で、ボストンのen:Guy Lowellによって設計され1927年に開業した。60 センター・ストリートに所在する。建物の正面の広い階段はフォーリー・スクエアから重厚なコリント式柱列まで連なっており、列柱の上部は花崗岩に13体の彫像の浅浮き彫りを施した長さ43mの精巧な三角形のペディメントが備わっている。このペディメントとアクロテリオン (en) はen:Frederick Warren Allenによるもので、三つの塑像：法 (Law) 、真実 (Truth) そして公正 (Equity) が彫り込まれている。フリーズには碑文として"真の司法権は良識ある政府の何よりも固い柱である" (The True Administration of Justice is the Firmest Pillar of Good Government) という1789年のジョージ・ワシントンによる言葉が刻まれている。その重みと大きさはこのビルに寺院のような外観を与えている。
この建物に移転してくる以前のニューヨーク郡の裁判所は、チェンバーズ・ストリートにあるツィード郡裁判所 (en) として一般に知られる建物に所在していた。
ロタンダには何度も複製され最近も復元された壁画古くからの法 (Law Through the Ages) が描かれている。en:Attilio Pusterlaは1930年代に連邦美術計画のスポンサーの下、ロタンダに数々の絵を描いた。その壁画は六つの区画に分けられており、それぞれの区画には、法の歴史に重要な歴史文化を描いた一対の図が配置されている。すなわち、アッシリアとエジプト、ヘブライとペルシャ、ギリシアとローマ、ビザンチンとフランク、そしてイングランドと初期植民地に加え、最後の区画にはジョージ・ワシントンとエイブラハム・リンカーンが描かれている。座像の上には、六人の立法者の肖像がある。すなわち、ハンムラビ、モーセ、ソロン、ユスティニアヌス1世、ウィリアム・ブラックストンそしてジョン・マーシャルである。
この裁判所は1966年にニューヨーク市歴史建造物に指定された。

## 位置
この建物は、すぐ南側にあり同じくフォーリー・スクエアの東に面する、キャス・ギルバートにより1936年に設計された、コリント式柱列を持つサーグッド・マーシャル合衆国裁判所 (en) の兄のような存在である。これらの建物はともにフェデラル・プラザ (en) にスクエアを挟んで面している。このスクエアにはよりモダンな建物の連邦国際貿易裁判所 (en) も所在し、近くにはニューヨーク市刑事裁判所 (en) 、ニューヨーク市民事裁判所 (en) そして遺言検認裁判所 (en) がある。